# Oscar Reuther
Oscar August Reuther (* 20. Oktober 1880 in Hemer; † 5. August 1954 in Heidelberg) war ein deutscher Bauforscher.

## Leben
Oscar August Reuther wurde als Sohn des Kaufmanns O. A. Reuther geboren und studierte nach dem Besuch des Gymnasiums von 1899 bis 1904 Architektur an der Technischen Hochschule Dresden. Zu seinen Lehrern gehörten Karl Weißbach und Cornelius Gurlitt. Gurlitt weckte das Interesse Reuthers für Baugeschichte und Archäologie. Nach dem Studium arbeitete er als Architekt in Berlin und besuchte dort nebenher archäologische Veranstaltungen an der Universität. Zudem machte er sich an der Königlichen Meßbildanstalt mit den Methoden der Photogrammetrie vertraut. Damit bewies Reuther schon früh sein Interesse für moderne Forschungsmethoden.
Von 1905 bis 1912 war Oscar Reuther als Grabungsarchitekt für Robert Koldewey bei den Ausgrabungen in Babylon tätig. In der Abgeschiedenheit des Grabungsortes lernte er neben den Methoden der archäologischen Bauforschung auch Disziplin. Neben der Tätigkeit an der Grabung sammelte Reuther Material für seine Dissertation zum Thema Das Wohnhaus in Bagdad und in anderen Städten des Irak, mit der er 1909 bei Gurlitt in Dresden promoviert wurde. Bei seinen Reisen zwischen Berlin und Babylon konnte er auch andere antike Stätten besuchen, zweimal führten ihn Architekturstudienreisen nach Indien. Im Sommer 1913 arbeitete Reuther für Theodor Wiegand bei der Ausgrabung des Heraion von Samos mit. Mit Wiegand wechselte er respektvolle, aber auch heitere und in späterer Zeit auch leicht spöttische Briefe. Auch während des Ersten Weltkrieges war Reuther im Orient. Als Verbindungsoffizier diente er bei der Formation Pascha II in Syrien, war Etappenkommandant in Ras al-Ain und Mitarbeiter des Deutsch-Türkischen Denkmalschutzkommandos. Hierbei konnte er Bauaufnahmen in Baalbek vervollständigen und sich seinen Studien zur islamischen Baukunst widmen.
Im Jahr 1920 wurde Reuther Nachfolger Gurlitts auf dem Lehrstuhl für die Geschichte der Baukunst an der TH Dresden. Von nun an wurde die Lehre und die Publikation der gesammelten Forschungsergebnisse Reuthers wichtigste Aufgaben. Daneben nahm er nun unter der Leitung Ernst Buschors 1923 erneut bei den Grabungen im Heraion von Samos und an Ernst Kühnels Expedition nach Ktesiphon teil. Im Jahr 1926 gehörte er zu den Gründungsmitgliedern der Koldewey-Gesellschaft. Von 1932 bis Februar 1934 war Reuther Rektor der TH Dresden. Zum 1. Mai 1933 trat er der NSDAP bei (Mitgliedsnummer 2.446.770). Im November 1933 unterzeichnete Reuther das Bekenntnis der deutschen Professoren zu Adolf Hitler.
Nach Kriegsende verließ Reuther mit seiner Familie 1945 Dresden und siedelte nach Heidelberg über. 1949 nahm er im Alter von 69 Jahren nach dem Tode von Karl Wulzinger erneut die Lehrtätigkeit auf und vertrat den Lehrstuhl für Baugeschichte bis 1950.

## Schriften (Auswahl)
- Das Wohnhaus in Bagdad und anderen Städten des Irak, Wasmuth, Berlin 1910 (Beiträge zur Bauwissenschaft, H. 16) (arabisch 2006)
- Ocheïdir nach Aufnahmen von Mitgliedern der Babylon-Expedition der Deutschen Orient-Gesellschaft, Hinrichs, Leipzig 1912 (Wissenschaftliche Veröffentlichungen der Deutschen Orient-Gesellschaft, Bd. 20)
- Indische Paläste und Wohnhäuser, L. Preiß, Berlin 1925
- Die Innenstadt von Babylon (Merkes), J. C. Hinrichs, Leipzig 1926
- Die Ausgrabungen der Ktesiphon-Expedition. Im Winter 1928/29, Islamische Abteilung der Staatlichen Museen, Berlin 1929
- Sasanian Architecture. A. History. In: Arthur U. Pope, Phyllis Ackerman (Hrsg.): A Survey of Persian Art. Band 1. London / New York 1938, S. 493–578.
- Der Heratempel von Samos. Der Bau seit der Zeit des Polykrates. Mann, Berlin 1957.